# GJ 1005
GJ 1005は太陽系から約16光年の距離にある2つの赤色矮星から構成される連星である。2つの恒星は4.56年周期で軌道離心率0.36の軌道を公転している。
GJ1005を構成する2つの恒星は共に暗い赤色矮星で、主星の見かけの等級は11.58、伴星は14.38で、太陽系近傍の恒星であるにもかかわらず観測には望遠鏡が必要となる。主星と伴星は角距離にして0.5秒以下しか離れておらず、通常の方法では分離観測は困難である。
絶対等級は主星と伴星がそれぞれ12.96, 15.76となり、それぞれバーナード星とプロキシマ・ケンタウリに近い。

## 観測史
この恒星は比較的大きな固有運動を示し、ウィレム・ヤコブ・ルイテンが高固有運動星として発見した。
1979年にはこの恒星が位置天文的連星であることが示唆された。
1988年には赤外線スペックル・イメージング法を通じた観測に基づいて軌道要素や質量が計算された。それによると伴星の質量は0.055±0.032太陽質量と推定され、当時知られていた中で最も低質量の恒星の1つであった。

GJ 1005はグリーゼ近傍恒星カタログの初期の版には掲載されなかったが、1979年に出版された改訂版で、GJ1005として新たにカタログに加えられた。